# Samostan u Paduli
Samostan Svetog Lovre u Paduli (talijanski: Certosa di San Lorenzo di Padula) je veliki kartuzijanski samostan koji se nalazi u mjestu Padula, u nacionalnom parku Cilento i Vallo di Diano (u blizini Salerna) u južnoj Italiji. 
Samostan je, nakon samostana u Parmi, drugi po veličini u Italiji, a proteže se na 51.500 m² (12,7 hektara), s 320 soba i dvorana. Njegova povijest traje već 450 godina, ali glavni dijelovi građevine su izvedeni u baroknom stilu. Od 1998. god. upisan je na UNESCOv popis mjesta svjetske baštine u Europi.

## Povijest i odlike
Samostan u Paduli osnovao je Tommaso di San Severino dana 27. travnja 1306. god. na mjestu ranijeg samostana. Posvećen je Svetom Lovri, a njegova arhitektonska struktura navodno podsjeća na rešetke na kojima je svetac bio mučenički ubijen. Samostan ima najveći klaustar na svijetu, koja pokriva 12.000 m² (2,97 jutara), a okružen je s 84 stupa. Poznato spiralno stubište od bijelog mramora, unutar dodatka, vodi u veliku knjižnicu.
Prema strogim kartuzijanskim pravilima odvajanja razmišljanja i rada, postoje dva različita mjesta za takve prakse: s jedne strane, mirni klaustri, knjižnica popločana Vietri keramikom na katu, kapelom ukrašenoj inkrustriranim mramorom i klaustarskim voćnjacima: a s druge strane velika kuhinja, podrum sa svojim ogromnim bačvama vina, praonice i veliko vanjsko dvorište sa stajama, pećima, mlinom za maslinovo ulje i prodavaonicama. Dvorište su monasi koristili za proizvodne djelatnosti, ali i za trgovinu između Samostana i vanjskog svijeta.
Samostanska kuća je danas "Arheološki muzej zapadne Lucanije", koji čuva sve nalaze prikupljene iskapanjima na nekropoli Sala Consilina i Padula. Ovaj muzej predstavlja povijest u rasponu od pretpovijesti do helenističkog doba.
- Panorama Padule iznad samostanskog klaustra
- Peristil klaustra
- Stubište samostana
- Unutrašnjost samostanskog muzeja

## Vanjske poveznice
- Villaprato
- Fotografije i informacije  Arhivirana inačica izvorne stranice od 5. kolovoza 2020. (Wayback Machine) (tal.)

|  | Zajednički poslužitelj ima još gradiva o temi Samostan u Paduli |